# Charleville, Marne
Charleville är en kommun i departementet Marne i regionen Grand Est (tidigare regionen Champagne-Ardenne) i nordöstra Frankrike. Kommunen ligger i kantonen Montmirail som tillhör arrondissementet Épernay. År 2022 hade Charleville 260 invånare.

## Befolkningsutveckling
Antalet invånare i kommunen Charleville
| Referens: INSEE |